# Los Contemporáneos
Los Contemporáneos es el nombre de un grupo de jóvenes intelectuales mexicanos, agrupados en torno a la revista Contemporáneos, que se encargaron de difundir muchas de las innovaciones del arte y la cultura en la sociedad mexicana de la primera mitad del siglo XX.
El grupo tomó el nombre de la revista, cuya publicación comenzó en 1928. Realmente no existió un programa definido o un manifiesto generacional, aunque sí era evidente que todos aquellos que publicaron en la revista compartían un afán por modernizar no sólo la literatura, sino una buena parte de los aspectos más significativos de la cultura.
Tuvieron muchas influencias extranjeras que se proyectaban en sus obras, sobre todo de la literatura europea y estadounidense. Se dedicaron también al teatro y a la promoción cultural. Uno de los miembros destacados fue Antonieta Rivas Mercado, quien además fue su mecenas. En cierto modo eran opositores del estridentismo.

## El grupo sin grupo

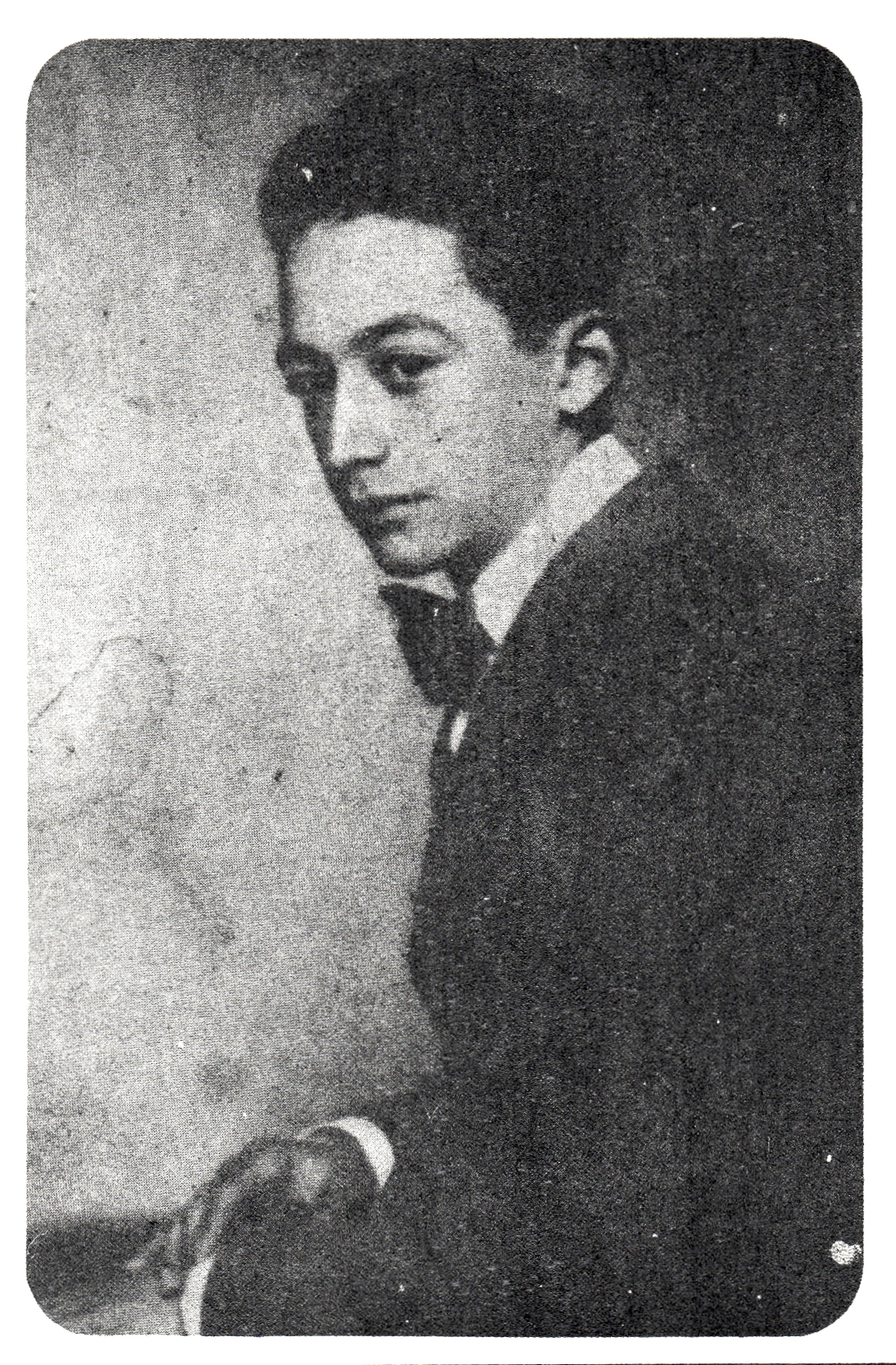
Xavier Villaurrutia llamó Grupo sin grupo a los Contemporáneos, del que fue destacado miembro

Reconocido casi siempre como generación de los Contemporáneos, este grupo recibió numerosos nombres: desde Grupo Ulises, por la revista y el grupo teatral homónimos; hasta Grupo sin grupo, denominado así por Xavier Villaurrutia en un intento por negar su condición de grupo, o bien para subrayar su carácter no generacional. Posteriormente, en una reelaboración de la expresión de Villaurrutia, fueron denominados como Archipiélago de soledades, por Jaime Torres Bodet, y Agrupación de forajidos, por Jorge Cuesta, en 1928 y 1933 respectivamente. Torres Bodet dice a propósito de este asunto:
Nos sabíamos diferentes. Nos sentíamos desiguales. Leíamos los mismos libros; pero las notas que inscribíamos en sus márgenes rara vez señalaban los mismos párrafos. Éramos, como Villaurrutia lo declaró, un grupo sin grupo. O, según dije no sé ya dónde, un grupo de soledades.
Miguel Capistrán —escritor, investigador y académico mexicano que se especializó en el estudio y edición de la obra de Los Contemporáneos— prefería llamarlos Generación de Ulises, en atención al grupo patrocinado por Antonieta Rivas Mercado, pues fue con ese nombre con el que se agruparon inicialmente de forma definitiva y con el cual salieron al mundo la revista y las ediciones del mismo nombre. Salvador Novo llamaba El breve fuego de Ulises a los años del primer tercio del siglo XX.

## La polémica nacionalista
En la segunda década del siglo XX se inició una polémica entre Los Contemporáneos y el Estridentismo. Guillermo Sheridan ubica el origen de la polémica en los inicios del movimiento estridentista, con la publicación de la hoja Actual. En el primer número de este texto, de diciembre de 1921, Manuel Maples Arce escribió: "que se ha sentido más emoción ante un recorte de periódico arbitrario y sugerente, que en todos esos organillerismos seudo-líricos y bombones melódicos, para recitarles de changarro gratis a las señoritas [...]". Dicho comentario insinúa lo que posteriormente se convirtió en el centro de la discusión: la existencia de una literatura "afeminada" contra una "viril"; esta última representada por los estridentistas y otros grupos afines.
Otro antecedente de la polémica está en el Congreso de Escritores y Artistas convocado por José Vasconcelos, desde la Secretaría de Educación Pública. En este congreso, llevado a cabo en 1923, se expresó un conflicto entre los "nacionalistas" que sostenían que la literatura mexicana debía atenerse a lo mexicano, y los "cosmopolitas" interesados en el diálogo con el exterior.
Para Luis Mario Schneider, la Revolución mexicana, la llegada del vanguardismo con los estridentistas y la subversión de algunos escritores ante las instituciones, sentaron las bases para la batalla periodística entre unos y otros.  En noviembre de 1924 se publicó en El Universal Ilustrado un artículo titulado "La influencia de la Revolución en nuestra literatura", en el que se designa como artistas de la Revolución a Diego Rivera, Maples Arce y Mariano Azuela. Un mes después, Julio Jiménez Rueda publicó en El Universal un artículo llamado "El afeminamiento en la literatura mexicana", artículo que formalmente inició la polémica.

Jiménez Rueda dice:
Extraño verdaderamente me parece que en catorce años de lucha revolucionaria no haya aparecido la obra poética, narrativa o trágica que sea compendio y cifra de las agitaciones del pueblo en todo ese periodo de cruenta guerra civil o apasionada pugna de intereses. [...] En la mitad del tiempo Rusia ha creado ya una obra de combate o de simple expresión estética, considerable.
Afirma que en México...
hoy [...] hasta el tipo del hombre que piensa ha degenerado. Ya no somos gallardos, altivos, toscos... es que ahora suele encontrarse el éxito, más que en los puntos de la pluma, en las complicadas artes del tocador.
Días después, el 25 de diciembre de 1924, Francisco Monterde publica en El Universal un artículo llamado "Existe una literatura mexicana viril". Monterde sostiene que más que faltar literatura viril...
hay escasez de una crítica certera, falta de ejercicio constante de análisis que oriente al público sobre los nuevos valores y deficiencias en el sistema de ediciones. Estos factores impiden la difusión de las obras mexicanas entre el público nacional.
El 12 de enero de 1925, en Excélsior, Victoriano Salado Álvarez publica un artículo titulado "¿Existe una literatura mexicana moderna?" en el que defiende a Jiménez Rueda y afirma que "no hay literatura nueva y [...] la que hay no es mexicana [...] y a veces ni siquiera literatura". 

Francisco Monterde publica "Críticos en receso y escritores desesperanzados" el 13 de enero de 1925 en El Universal, donde replica a Salado y a Jiménez Rueda:
Mi artículo trataba de probar, con hechos, que 'hay una literatura mexicana viril'; no precisamente una literatura novísima, ni menos una literatura revolucionaria —aunque exista una Liga de Escritores Revolucionarios y ande por allí una antología de poetas revolucionarios formada por un académico— sino únicamente una literatura mexicana actual, no degenerada ni afeminada.
El 17 de enero de 1925, Jiménez Rueda publicó "El decaimiento de la literatura mexicana", en el que aclara que al hablar de afeminamiento se refiere a "el reblandecimiento medular que padecen nuestras letras", el cual se debe a "modas nuevas, cansancio espiritual, desgaste nervioso producido por años de tormentosa existencia, desorientación moral, carencia de espíritu analítico [...]".
El 29 de enero de 1925 aparecieron en El Universal las respuestas a la pregunta planteada por Salado Álvarez: ¿Existe una literatura mexicana moderna?. A tal encuesta respondieron Federico Gamboa, Salvador Novo, Mariano Azuela, Saltiel Rosales, Enrique González Martínez, Rafael Calleja, José Vasconcelos, Agustín Basave, Luis Quintanilla, Victoriano Salado Álvarez, entre otros. Las respuestas oscilan entre que no existe una literatura mexicana hasta que ésta está en proceso de consolidación.
Los enfrentamientos periodísticos disminuyeron hacia mediados de 1925; sin embargo, los desacuerdos entre Estridentistas y Contemporáneos se extendieron hasta la extinción de ambos grupos.

## Revistas
Tanto Carlos Pellicer, Jaime Torres Bodet, Bernardo Ortiz de Montellano, José Gorostiza, Salvador Novo, Xavier Villaurrutia, Enrique González Rojo y Gilberto Owen, quienes estaban en contacto desde la Escuela Nacional Preparatoria, fueron colaboradores en las dos más sobresalientes revistas preparatorianas: San-Ev-Ank y Policromías.
La última revista de este grupo fue Examen, fundada y dirigida por Jorge Cuesta en 1932. Duró solamente tres números debido a que varios periodistas del diario Excélsior reprobaron la publicación de dos capítulos de una novela de Rubén Salazar Mallén en la que figuraban "expresiones obscenas". Esto en un contexto en que varios de Los Contemporáneos eran funcionarios de la Secretaría de Educación Pública; de tal forma que el ataque contra la revista resultó en un ataque contra el ministro de Educación, Narciso Bassols, quien decidió no defender a sus colaboradores. Examen fue consignado ante los tribunales y Cuesta y Salazar Mallén enfrentaron un largo proceso del cual fueron absueltos. "Por primera vez —observa Luis Mario Schneider— se procesaba a un grupo de escritores y a una revista literaria". José Gorostiza, Ramos, Pellicer y Villaurrutia se quedaron sin sus empleos en la Secretaría de Educación Pública.
|                            | Bernardo Ortiz de Montellano | Jaime Torres Bodet | José Gorostiza | Enrique González Rojo | Xavier Villaurrutia | Salvador Novo | Jorge Cuesta | Gilberto Owen |
| -------------------------- | ---------------------------- | ------------------ | -------------- | --------------------- | ------------------- | ------------- | ------------ | ------------- |
| PEGASO (1917)              | Colaborador                  | Colaborador        | Colaborador    | Colaborador           |                     |               |              |               |
| SAN-EV-ANK (1918)          | Colaborador                  | Colaborador        | Colaborador    | Colaborador           |                     |               |              |               |
| REVISTA NUEVA (1919)       | Redactor                     | Redactor           | Director       | Director              |                     |               |              |               |
| MÉXICO MODERNO (1920-1923) | Colaborador                  | Colaborador        | Colaborador    | Colaborador           | Colaborador         | Colaborador   |              |               |
| POLICROMÍAS (1920)         |                              |                    |                |                       | Colaborador         | Colaborador   |              | Colaborador   |
| EL MAESTRO (1921-1923)     |                              | Colaborador        | Colaborador    |                       |                     |               |              |               |
| LA FALANGE (1922-1923)     | Director                     | Director           |                | Colaborador           | Colaborador         | Colaborador   |              |               |
| ULISES (1927-1928)         |                              | Colaborador        |                | Colaborador           | Director            | Director      | Colaborador  | Colaborador   |
| FORMA (1927-1928)          |                              |                    |                |                       | Colaborador         | Redactor      |              | Colaborador   |
| CONTEMPORÁNEOS (1928-1931) | Director                     | Redactor           | Colaborador    | Redactor              | Colaborador         | Colaborador   | Colaborador  | Colaborador   |
| EXAMEN (1932)              |                              |                    |                |                       | Colaborador         | Colaborador   | Director     | Colaborador   |

## Antología de la poesía mexicana moderna
Aparecida a principios de mayo de 1928 y firmada por Jorge Cuesta, la Antología de la poesía mexicana moderna fue la primera obra en llevar el nombre de Contemporáneos, pues fue publicada un mes antes del primer número de la revista homónima. Fue un libro que suscitó polémicas y hasta calumnias, por su sistema selectivo y su perspectiva en cuanto a valores.
Surgió en un contexto de hostilidad hacia los Contemporáneos: un par de meses antes, los periódicos habían lanzado fuertes críticas contra los miembros del grupo que habían llevado el Teatro Ulises al teatro Virginia Fábregas; por esos mismos días, Novo y Villaurrutia habían perdido su revista Ulises; asimismo, un año antes habían publicado una serie de novelas vanguardistas que ofendieron a los narradores de la Revolución y a sus seguidores. La polémica aparición de la Antología —vilipendiada por unos y glorificada por otros— no sorprendió, pues, ni a la prensa antagónica ni a los escritores que no concordaban con las ideas de los Contemporáneos.

Según Xavier Villaurrutia, la elaboración de una antología fue resultado directo de una idea de Alfonso Reyes. En 1927, Villaurrutia escribe:
¿Cuándo tendremos —me decía no hace mucho Alfonso Reyes— una selección estricta de la obra de nuestros líricos? No las obras completas, sino las poesías mejores. Pienso que bastarían unas cuantas páginas. Othón ocuparía el mayor número. Díaz Mirón, Nervo, González Martínez, Tablada, López Velarde tendrían derecho a figurar con algunas cuantas poesías. Gutiérrez Nájera, ¿por qué no decirlo?, a unos cuantos versos apenas.
Ante un cúmulo de antologías previas de gran prestigio, como las publicadas por Castro Leal, Toussaint o Vázquez del Mercado, la tarea consistió en crear un trabajo que dejara en claro la actitud de las nuevas generaciones frente a su tradición poética reciente; tarea regida por una postura que confrontaba su interés por una poesía libre contra el carácter nacionalista que abogaba por una literatura al servicio de una identidad mexicana. Sobre Los poetas nuevos de México, de Genaro Estrada —la antología más célebre en ese tiempo—, Torres Bodet declara: 
Gozaba de una autoridad que, en ocasiones, nos parecía proceder mucho más de una prescripción del gusto que del mérito intrínseco de los textos recopilados. Pretendíamos revisarla, modernizarla y, con palabras de Reyes, apuntalar nuestras simpatías merced a la ostentación de nuestras diferencias.
Aunque fue firmada y prologada por Jorge Cuesta, existen numerosas dudas y teorías en torno a la autoría intelectual de la Antología—Jaime Torres Bodet se acredita como el autor, acompañado por Villaurrutia, Cuesta, Ortiz de Montellano y González Rojo; por su parte, Salvador Novo recuerda que la hicieron Owen, Cuesta y Villaurrutia—. No obstante, sin importar quién fue el iniciador, se puede afirmar con base en numerosos testimonios que la Antología fue producto de un trabajo colectivo abanderado y defendido vigorosamente por Cuesta. Este último afirma en el prólogo a la Antología:
La selección y las notas de los poetas agrupados en las dos primeras secciones son fruto de una labor colectiva que casi quisiéramos llamar impersonal, y, en su mayoría, los poetas que constituyen la última sección del libro a invitación nuestra, seleccionaron algunas de las poesías que los representan.
La Antología reunió en tres secciones a poetas pertenecientes a tres generaciones: los modernistas representados por Othón, Díaz Mirón, De Icaza, Urbina, Nervo y Rafael López; los posmodernistas, con Rebolledo, Tablada, González Martínez, De la Parra, Arenales, López Velarde y Reyes, y, por último, los llamados “poetas del Ateneo de la Juventud”, es decir, Torres Bodet, Ortiz de Montellano, González Rojo y Gorostiza, más Novo y Villaurrutia —poetas de Ulises—, Owen —contemporáneo—, Maples Arce —estridentista— y Carlos Pellicer.

La presencia de varios poetas miembros del grupo de los Contemporáneos, así como la ausencia de varios poetas considerados de gran relevancia en ese tiempo —se omitieron poetas como Juan de Dios Peza, Fernández Granados o Gutiérrez Nájera—, despertó la sospecha de numerosos lectores que vieron en esta antología una actitud arrogante y prepotente por parte del grupo. Un redactor de Excelsior, Jorge D’Aubisson, comentó: 
Es una insolencia a la historia de México que estos sensitivos decidan quiénes son nuestros poetas y, peor aún, que ellos mismos pretendan serlo.
Se llegó a designar irónicamente a esta publicación, en un juego de palabras alusivo a su antologista, como “La Antología que vale lo que Cuesta”.

## Integrantes
Algunos de los integrantes más destacados de Los Contemporáneos fueron:
- Jorge Cuesta
- José Gorostiza
- Roberto Montenegro
- Salvador Novo
- Bernardo Ortiz de Montellano
- Gilberto Owen
- Carlos Pellicer Cámara
- Antonieta Rivas Mercado
- Manuel Rodríguez Lozano
- Jaime Torres Bodet
- Xavier Villaurrutia
- Celestino Gorostiza
- Enrique González Rojo